# Concha Valero
Concha García Valero (Barcelona, 8 de diciembre de 1958 - 9 de octubre de 2006) fue una actriz de doblaje española.

## Biografía
Concha García Valero puso la voz a multitud de personajes en cine y televisión, siendo la actriz de doblaje habitual de las actrices Kristin Scott Thomas, Courtney Cox, Joan Cusack y Madeleine Stowe.
También a Mary Elizabeth Mastrantonio en Arenas blancas, La tormenta perfecta, Los secretos de la inocencia y Tres deseos.
En la serie de los ochenta Los problemas crecen le puso voz a Joanna Kerns, en el papel de Maggie Seaver.
En la actualidad, podemos escuchar a García Valero en tres de las series estadounidenses más aclamadas por la crítica: Friends, donde ponía voz a la carismática Mónica Geller (Courtney Cox Arquette), CSI: Las Vegas, doblando a Catherine Willows (Marg Helgenberger) y en 24 como Nina Myers (Sarah Clarke).
La actriz también participó en multitud de filmes de cine, destacando los trabajos que hizo con el director catalán Ignacio F. Iquino en los años ochenta, como Los Sueños Húmedos de Patrizia (1982), particularmente del género del cine erótico.
Entre sus últimos trabajos pueden mencionarse las voces de Ellie en Ice Age: The Meltdown, Trinity en Matrix o Shmi Skywalker en Star Wars Episodio I: La Amenaza Fantasma (1999) y Star Wars Episodio II: El Ataque de los Clones (2002).